# Трёхбугорчатые
Трёхбугорчатые, или трикодонты (лат. Trituberculata), — выделявшийся ранее подкласс древних млекопитающих, живших 215—85 млн лет назад, назван так за форму коренных зубов (не путать с триконодонтами, также имевших на коренных зубах три выступа, но иной формы). Трёхбугорчатые считались предками почти всех современных млекопитающих (за исключением однопроходных) — то есть плацентарных и сумчатых. Однако, оказалось, что это парафилетическая группа, составленная как из млекопитающих, так и поздних цинодонтов (Symmetrodonta, Dryolestida, Mammaliaformes).

## Классификация
В подкласс включали следующие вымершие таксоны:
- ? Symmetrodonta
- Pantotheria
- Aegialodontia
- Eupanthotheria